# Zoila Frausto Gurgel
Zoila L. Frausto Gurgel (Fresno, 10 dicembre 1983) è una lottatrice di arti marziali miste e thaiboxer statunitense di origini messicane.
Combatte nella divisione dei pesi paglia per la promozione Invicta FC.
È stata la prima e fino ad ora unica campionessa di una divisione femminile nella storia della Bellator, grazie all'importante vittoria nel 2010 sulla fuoriclasse Megumi Fujii nel torneo dei pesi paglia; ha successivamente mantenuto il titolo fino al 2013 senza mai doverlo difendere, fino alla scadenza del suo contratto con la promozione.
Nella boxe thailandese è attiva solamente dal 2014 ed è campionessa del mondo WBC ed IKKC.
Nata come Zoila Frausto, dal 2011 ha cambiato il suo cognome in Frausto Gurgel aggiungendo il cognome del marito Jorge Gurgel, un ex lottatore di arti marziali miste che ha militato nell'UFC e nella Strikeforce.
Ha una sorella minore, Stephanie Frausto, anch'essa lottatrice professionista di arti marziali miste e di muay thai.
È stata premiata Female Flyweight of the Year ai Women's Mixed Martial Arts Awards nel 2010 a pari merito con Ayaka Hamasaki.

## Caratteristiche tecniche
Cintura nera di taekwondo, Zoila fa dello striking il suo pezzo forte, essendo considerata un'ottima kickboxer con un pericoloso clinch.
I suoi maggiori successi sono venuti nella divisione dei pesi paglia, divisione nella quale può far valere la propria stazza e la propria forza fisica, sebbene per lei il taglio del peso è spesso stato problematico e le riesce più facile lottare nei pesi mosca.

## Carriera nelle arti marziali miste

### Inizi
Zoila Frausto cresce in una famiglia di latinos appassionati di arti marziali: il padre è cintura nera di taekwondo e la sorella Stephanie è anch'essa una lottatrice professionista di arti marziali miste.
L'esordio da pro risale al 13 febbraio 2009 con una vittoria di misura su Karina Hallinan.
Seguono altre due vittorie ai punti che le permettono di mettersi in luce come un'ottima striker.

### Strikeforce
Nel novembre 2009 Frausto passa nella prestigiosa Strikeforce, che al tempo poteva vantare il livello di competizione più elevato per le WMMA statunitensi.
Qui ottiene un'altra vittoria ai punti su Elisha Helsper.
Nel 2010 combatte anche per la Tachi Palace Fights, dove ottiene la sua prima vittoria per sottomissione grazie ad un armbar ai danni della pugile Jessica Rakoczy, campionessa WIBA per ben tre volte.
Quell'anno poté affrontare la forte Miesha Tate, futura campionessa Strikeforce dei pesi gallo: Zoila si confronta a viso aperto per due round, finendo però sottomessa da un armbar della rivale.
A seguito della sconfitta Zoila decise di scendere di categoria di peso, passando ai pesi mosca.

### Bellator Fighting Championships
Il passaggio alla Bellator avviene nel 2010: nella terza stagione della prestigiosa organizzazione statunitense venne messa in palio per la prima volta una cintura per una categoria femminile, ottenibile vincendo un torneo ad eliminazione diretta.
Prima di prendere parte al torneo la Frausto combatte un incontro inaugurale contro la britannica ed ex campionessa Cage Warriors Rosi Sexton, vincendo l'incontro per KO e venendo premiata con il riconoscimento Upset of the Year ai 2010 Women's Mixed Martial Arts Awards, in quanto la rivale secondo pronostici era la favorita.
Nei quarti di finale del torneo per il titolo supera Jessica Penne ai punti con una decisione unanime dei giudici di gara.
Ben più tosta si presentò la semifinale, dove la campionessa FILA di grappling Jessica Aguilar mise in grandissima difficoltà la Frausto, che ne uscì con una dubbia vittoria per decisione dei giudici di gara.
La finalissima la vide opposta alla leggenda Megumi Fujii, unanimemente considerata la lottatrice più forte delle MMA pound for pound: la Frausto riuscì ad impostare l'incontro sulla sua specialità, ovvero lo striking, portando importanti colpi alla rivale, che però sembrò controllare l'incontro per almeno quattro dei cinque round, come da parere dell'opninionista sportivo della rete Comcast, che predisse una vittoria della giapponese con un punteggio di 49-46: a sorpresa al termine dell'incontro i giudici decisero per una vittoria della statunitense, causando il malcontento di una parte del pubblico non concorde sulla decisione.
Zoila divenne così la prima campionessa femmina di un titolo Bellator e fu la prima lottatrice a sconfiggere Megumi Fujii, fino ad allora ritenuta imbattibile; con tale vittoria venne premiata anche con i riconoscimenti Headline of the Year e Female Flyweight of the Year ai 2010 Women's Mixed Martial Arts Awards.
Nel 2011, dopo il matrimonio con il collega Jorge Gurgel ed il conseguente cambio di cognome, combatte un incontro di pesi mosca contro Karina Hallinan, vincendo ma fratturandosi la mano destra.
Ripresasi dal suo infortunio, Zoila Gurgel accettò la sfida lanciata da Jessica Aguilar per un incontro non valido per il titolo, ma l'avversaria dovette dare forfait perché ancora in convalescenza da un'operazione al piede.
La sostituta della Aguilar avrebbe dovuto essere la brasiliana Carina Damm, ma questa volta è la Gurgel a doversi tirare indietro a causa di una lesione al legamento crociato anteriore.
Torna solo verso fine ottobre 2012 per combattere un ulteriore incontro di pesi mosca contro Casey Noland, incontro che vince ai punti per decisione unanime dei giudici di gara che le assegnano due round vinti su tre.
Nel dicembre dello stesso anno viene invece sconfitta per la seconda volta in carriera, la prima volta nella categoria dei pesi mosca, per mano della quotata Jessica Eye che in meno di un minuto prima manda knock down la Gurgel e poi in una fase di clinch la strangola in piedi, portando il proprio record di carriera a 9-1.
Nel febbraio 2013 arriva alla scadenza del suo contratto con la Bellator, e la promozione statunitense decide di non fare una nuova offerta: Zoila termina così il suo regno di prima ed imbattuta campionessa dei pesi paglia Bellator senza aver mai difeso il titolo per più di due anni; nella sua esperienza con tale organizzazione ha messo a segno un record parziale di 6-1.

### Invicta Fighting Championships
Nel 2013 si unisce alla divisione dei pesi mosca nella neonata organizzazione statunitense Invicta FC, promozione solamente femminile che puntava a diventare la promozione di riferimento delle WMMA.
Il debutto è amaro e viene sconfitta ai punti dalla più potente brasiliana Jennifer Maia.
In dicembre cade anche contro l'ex contendente al titolo Vanessa Porto, venendo estromessa da tutti i ranking di categoria.
Nel 2014 prende la decisione di tornare nella divisione dei pesi paglia, e per restare attiva inizia a praticare muay thai ad alto livello, vincendo un incontro in febbraio ed uno in maggio prima di sconfiggere in dicembre la campionessa Lindsey Marino ed ottenere le cinture mondiali WBC ed IKKC.

### Risultati nelle arti marziali miste
| Risultato | Record | Avversario      | Metodo                                   | Evento                                                         | Data              | Round | Tempo | Città                        | Note                                                                              |
| --------- | ------ | --------------- | ---------------------------------------- | -------------------------------------------------------------- | ----------------- | ----- | ----- | ---------------------------- | --------------------------------------------------------------------------------- |
| Sconfitta | 12-4   | Vanessa Porto   | Decisione (unanime)                      | Invicta FC 7: Honchak vs. Smith                                | 7 dicembre 2013   | 3     | 5:00  | Kansas City, MO, Stati Uniti |                                                                                   |
| Sconfitta | 12-3   | Jennifer Maia   | Decisione (unanime)                      | Invicta FC 5: Penne vs. Waterson                               | 5 aprile 2013     | 3     | 5:00  | Kansas City, MO, Stati Uniti | Debutto in Invicta FC, Pesi Mosca                                                 |
| Sconfitta | 12-2   | Jessica Eye     | Sottomissione (triangolo di braccio)     | Bellator LXXXIII                                               | 7 dicembre 2012   | 1     | 0:58  | Atlantic City, Stati Uniti   | Incontro di Pesi Mosca                                                            |
| Vittoria  | 12-1   | Casey Noland    | Decisione (unanime)                      | Bellator LXXVIII                                               | 26 ottobre 2012   | 3     | 5:00  | Dayton, Stati Uniti          | Incontro di Pesi Mosca                                                            |
| Vittoria  | 11–1   | Karina Hallinan | Decisione (unanime)                      | Bellator XXXV                                                  | 5 marzo 2011      | 3     | 5:00  | Lemoore, Stati Uniti         | Incontro di Pesi Mosca                                                            |
| Vittoria  | 10–1   | Megumi Fujii    | Decisione (non unanime)                  | Bellator XXXIV                                                 | 28 ottobre 2010   | 5     | 5:00  | Hollywood, Stati Uniti       | Vince il torneo dei Pesi Paglia Bellator III e il titolo dei Pesi Paglia Bellator |
| Vittoria  | 9–1    | Jessica Aguilar | Decisione (non unanime)                  | Bellator XXXI                                                  | 30 settembre 2010 | 3     | 5:00  | Lake Charles, Stati Uniti    | Torneo dei Pesi Paglia Bellator III, Semifinale                                   |
| Vittoria  | 8–1    | Jessica Penne   | Decisione (unanime)                      | Bellator XXV                                                   | 19 agosto 2010    | 3     | 5:00  | Chicago, Stati Uniti         | Torneo dei Pesi Paglia Bellator III, Quarti di finale                             |
| Vittoria  | 7–1    | Rosi Sexton     | KO (ginocchiata e pugni)                 | Bellator XXIII                                                 | 24 giugno 2010    | 1     | 2:00  | Louisville, Stati Uniti      | Debutto in Bellator                                                               |
| Vittoria  | 6–1    | Michelle Ould   | Sottomissione (infortunio alla caviglia) | The Warriors Cage 8: Meltdown                                  | 16 maggio 2010    | 2     | 2:42  | Porterville, Stati Uniti     |                                                                                   |
| Sconfitta | 5–1    | Miesha Tate     | Sottomissione (armbar)                   | Strikeforce Challengers: Johnson vs. Mahe                      | 26 marzo 2010     | 2     | 4:09  | Fresno, Stati Uniti          |                                                                                   |
| Vittoria  | 5–0    | Jessica Rakoczy | Sottomissione (armbar)                   | Tachi Palace Fights 3: Champions Collide                       | 4 febbraio 2010   | 2     | 1:17  | Lemoore, Stati Uniti         |                                                                                   |
| Vittoria  | 4–0    | Elisha Helsper  | Decisione (unanime)                      | Strikeforce Challengers: Gurgel vs. Evangelista                | 6 novembre 2009   | 3     | 5:00  | Fresno, Stati Uniti          | Debutto in Strikeforce                                                            |
| Vittoria  | 3–0    | Leann Jenkins   | Decisione (unanime)                      | PureCombat 9: Home Turf                                        | 25 luglio 2009    | 3     | 5:00  | Visalia, Stati Uniti         |                                                                                   |
| Vittoria  | 2–0    | Sarah Boyd      | Decisione (unanime)                      | Disturbing The Peace                                           | 27 giugno 2009    | 3     | 5:00  | Fresno, Stati Uniti          |                                                                                   |
| Vittoria  | 1–0    | Karina Hallinan | Decisione (non unanime)                  | Wargods/Ken Shamrock Productions: The Valentine's Eve Massacre | 13 febbraio 2009  | 3     | 3:00  | Fresno, Stati Uniti          |                                                                                   |

## Curiosità
- È soprannominata "Warrior Princess" ("Principessa guerriera" in lingua inglese) in riferimento a Xena, protagonista della serie televisiva Xena - Principessa guerriera.